# Monoenantiornis sihedangia
Monoenantiornis sihedangia — викопний вид енанціорнісових птахів, що мешкав у ранній крейді, 125 млн років тому. Скам'янілі рештки знайдені у відкладеннях формації Цзісянь у провінції Ляонін у Китаї.